# زنبارية نحاسية
الزنبارية النحاسية أو كالسيديدي أو فصيلة كالسيدي (الاسم العلمي Chalcididae)، هي إحدى فصائل رُتَيبة ذوات الخصر، رتبة غشائيات الأجنحة، تضم عددًا كبيرًا من الزنابير الصغيرة الحجم المتطفلة على الآفات الحشرية، ومن ثَمَّ فهي مفيدة في المكافحة البيولوجية، ومن أمثلتها زنبار (Brachymeria femorata) الذي تتطفل يرقاته داخليًا على خادرات حرشفيات الأجنحة.